# Сліпняк смугастий
Сліпняк смугастий (Miris striatus) — вид клопів родини трав'яних клопів (Miridae).

## Поширення
Поширений майже по всій Європі.

## Опис
Тіло струнке, завдовжки до 12 мм. Щитки чорні з кількома світлими плямами ззаду. Грудний щиток (пронотум) також чорний, але має розсіяну жовту велику пляму. Голова чорна з двома жовтими плямами біля основи. Інша частина тіла коричнева, чорна і жовта. Ніжки жовтувато-помаранчеві. Темні мурахоподібні личинки з жовтим малюнком і червоно-бурими ногами.

## Спосіб життя
Мешкає на листяних деревах, переважно на дубах і глоді, де полює на дрібних комах, а також на личинок і яйця жуків і метеликів. Буває лише одне покоління на рік. Імаго трапляються з травня по липень. Зимує у стадії яйця.